# Ruta 607 (Costa Rica)
La Ruta 607, oficialmente Ruta Nacional Terciaria 607, es una ruta nacional de Costa Rica ubicada en la provincia de Puntarenas.

## Descripción
En la provincia de Puntarenas, la ruta atraviesa el cantón de Parrita (el distrito de Parrita).